# Min skygge
|  | Denne artikel er oprettet af botten PalnaBot ud fra en ekstern database. Den kan derfor have sproglige fejl eller mangler. Denne skabelon kan fjernes efter kontrol af indholdet. |

Min skygge er en kortfilm fra 1988 instrueret af Irene Werner Stage efter manuskript af Irene Werner Stage.

## Handling
En lille pige er optaget af sin skygge. Hun leger med den og forstår ikke, hvorfor den aldrig forlader hende. Hun er ude at gå tur i en stor park med sin guvernante, og der ser hun andre skygger.